# Четверокнижие

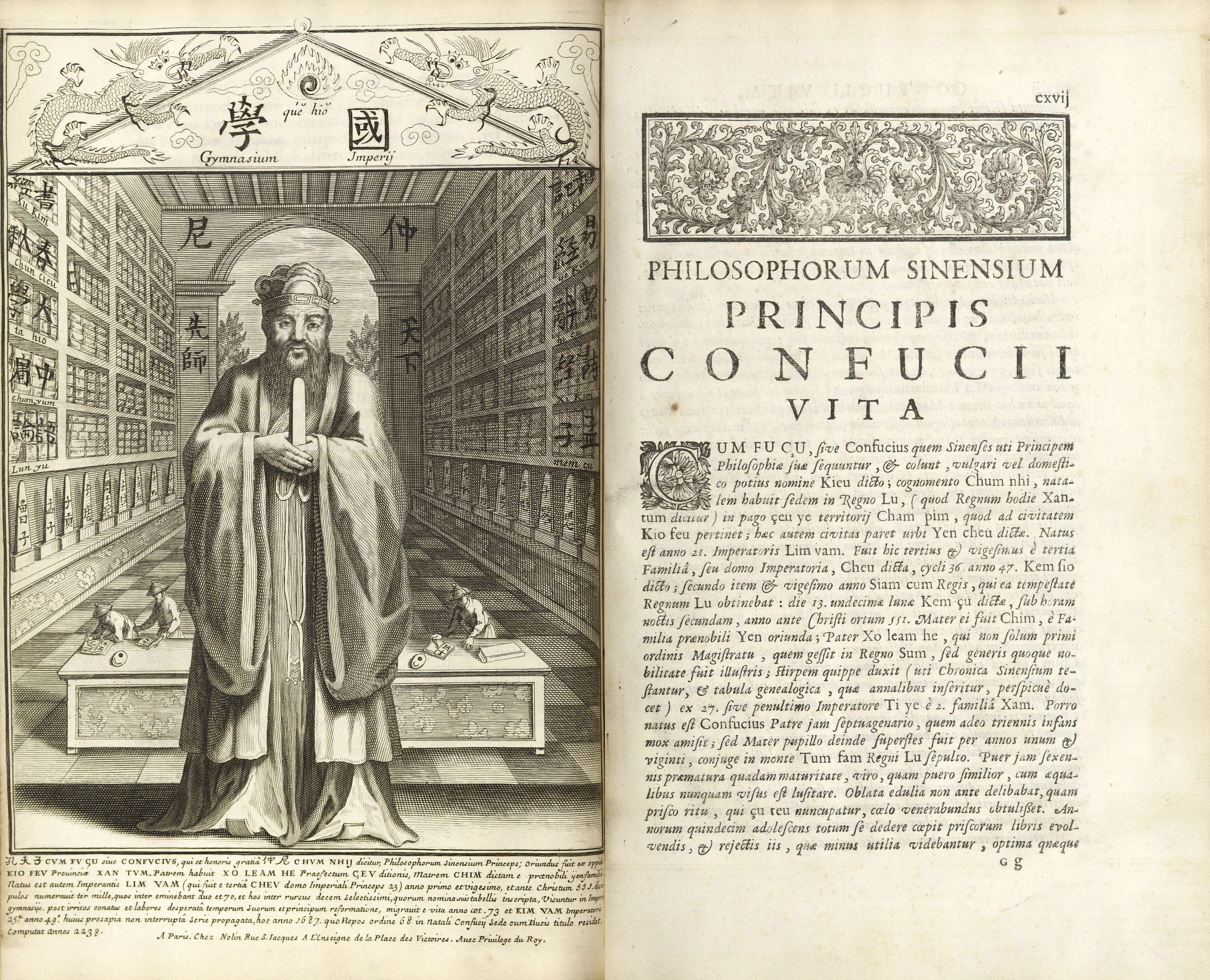
Confucius Sinarum Philosophus («Конфуций, философ китайцев») — латинский перевод Четверокнижия (Париж, 1687 г). Портрет Конфуция на фоне аллегорического изображения имперской Академии с его книгами и табличками в честь его учеников. Вводная статья — Philosophorum Sinensium Principis Confucii Vita («Жизнь Конфуция, царя китайских философов»)

Сы шу (кит. трад. 四書, упр. 四书, пиньинь Sì Shū), Четверокнижие — свод канонических текстов, избранный в XII веке Чжу Си как введение в конфуцианство.
Четверокнижие, вместе с утверждёнными как ортодоксия комментариями Чжу Си вошло в список произведений, изучаемых для сдачи государственных экзаменов, примерно в 1315 году (при возобновлении экзаменов Буянту-ханом). Как таковое, оно считалось основой классического образования вплоть до XX века, когда отмена экзаменационной системы (1905) положила конец господству конфуцианской идеологии.
Понятие сы шу зачастую используется в сочетании с у цзин 五經 (см. Конфуцианский канон), таким образом подразумевая основную программу классического обучения.
По утверждению Элмана, «Четверокнижие» позволило неоконфуцианцам выступить прямыми продолжателями учения Конфуция, Мэн-цзы и их учеников, исключая из конфуцианской генеалогии периоды Хань и Тан. Согласно братьям Чэн (Чэн Хао, Чэн И, XI век), четыре автора, традиционно считаемые задействованными в создании Четверокнижия, исчерпывают конфуцианскую традицию:

С тех пор, как не стало Конфуция, его учение передавалось Цзэн-цзы; от Цзэн-цзы — Цзысы; от Цзысы — Мэн-цзы. Со смертью Мэн-цзы традиция прервалась.

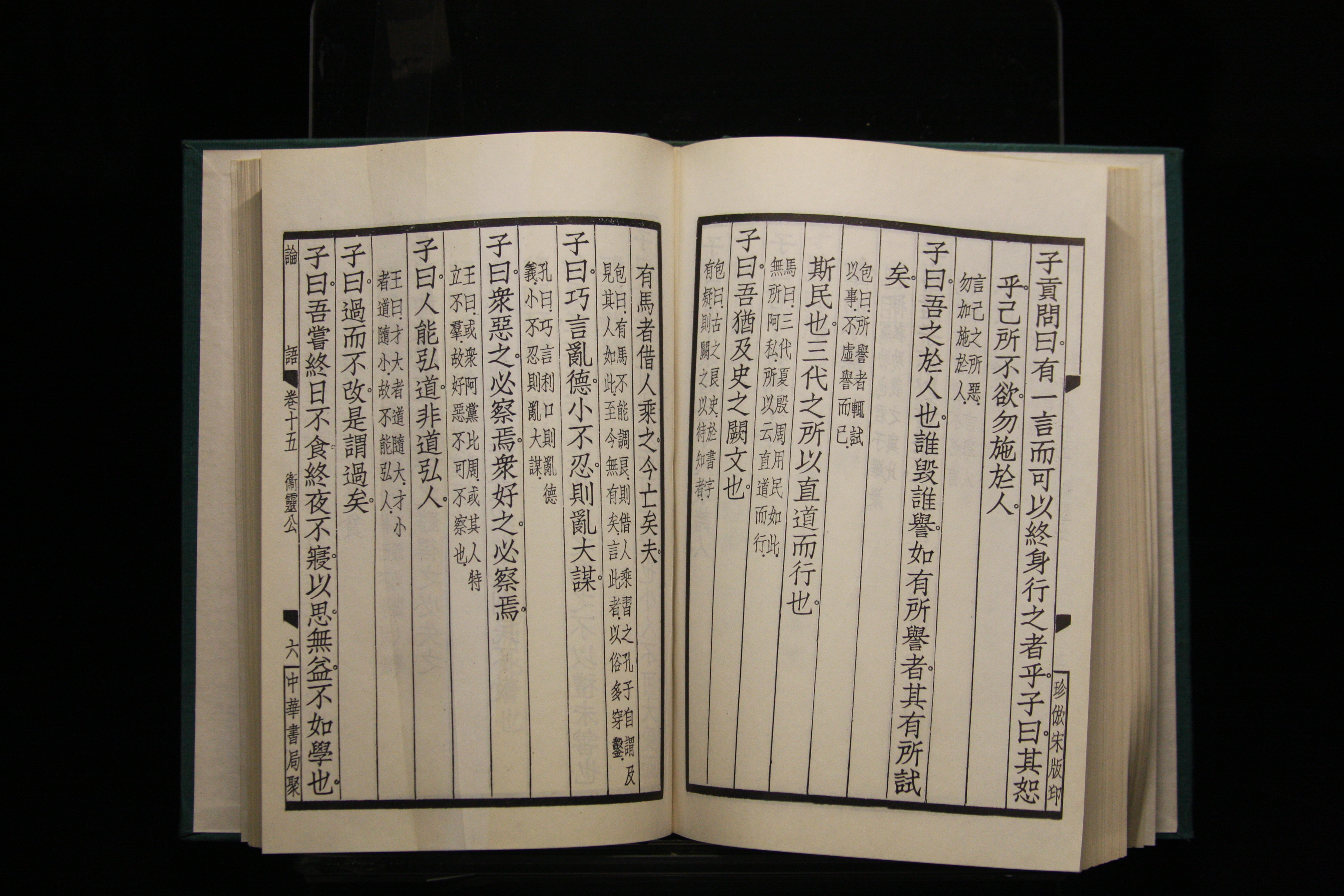
Лунь Юй — главная книга конфуцианства

## Список
1. «Лунь Юй» (論語, беседы и суждения)
2. «Мэнцзы»
3. «Да сюэ»
4. «Чжун юн» (中庸)

## Четверокнижие в Европе
Вскоре после прибытия иезуитов в Китай в 1580-х конфуцианские классики становятся объектом их изучения. Существует мнение, что уже первый иезуит, освоивший китайский язык — Микеле Руджери — сделал первую попытку перевести Четверокнижие.
Его более знаменитый соратник, Маттео Риччи, также создал свою версию латинского перевода этих трудов. Полагают, что в последующие десятилетие книги Четверокнижия, и постепенно улучшавшийся латинский перевод и комментарий к ним продолжались использоваться работавшими в Китае иезуитами для обучения новых поколений миссионеров китайскому литературному языку.

В 1667-69 гг, вышел из печати латинский перевод самой короткой из четырёх книг, «Чжун юн», под заголовком Sinarum scientia politico-moralis («Морально-политическая наука китайцев»). В 1687 г. работа иезуитов над классиками конфуцианства на протяжении почти столетия увенчалась публикацией в Париже капитального труда, Confucius Sinarum Philosophus («Конфуций, философ китайцев»), включавший латинский перевод трёх из четырёх книг четверокнижия. На титульном листе значились имена четырёх иезуитов — Просперо Инторчетта (Prospero Intorcetta), Филипа Купле (Philippe Couplet), Христиана Гердтриха (Christian Wolfgang Herdtrich) и Франсуа де Ружмонта (François de Rougemont). Однако в реальности к ней приложили свою руку несколько поколений иезуитов.

## Переводы
- Конфуцианское «Четверокнижие» Сы Шу. М.: Восточная литература РАН, 2004. 431 с. (Серия: Китайский классический канон в русских переводах). ISBN   5-02-018290-7